# Tania Mallet

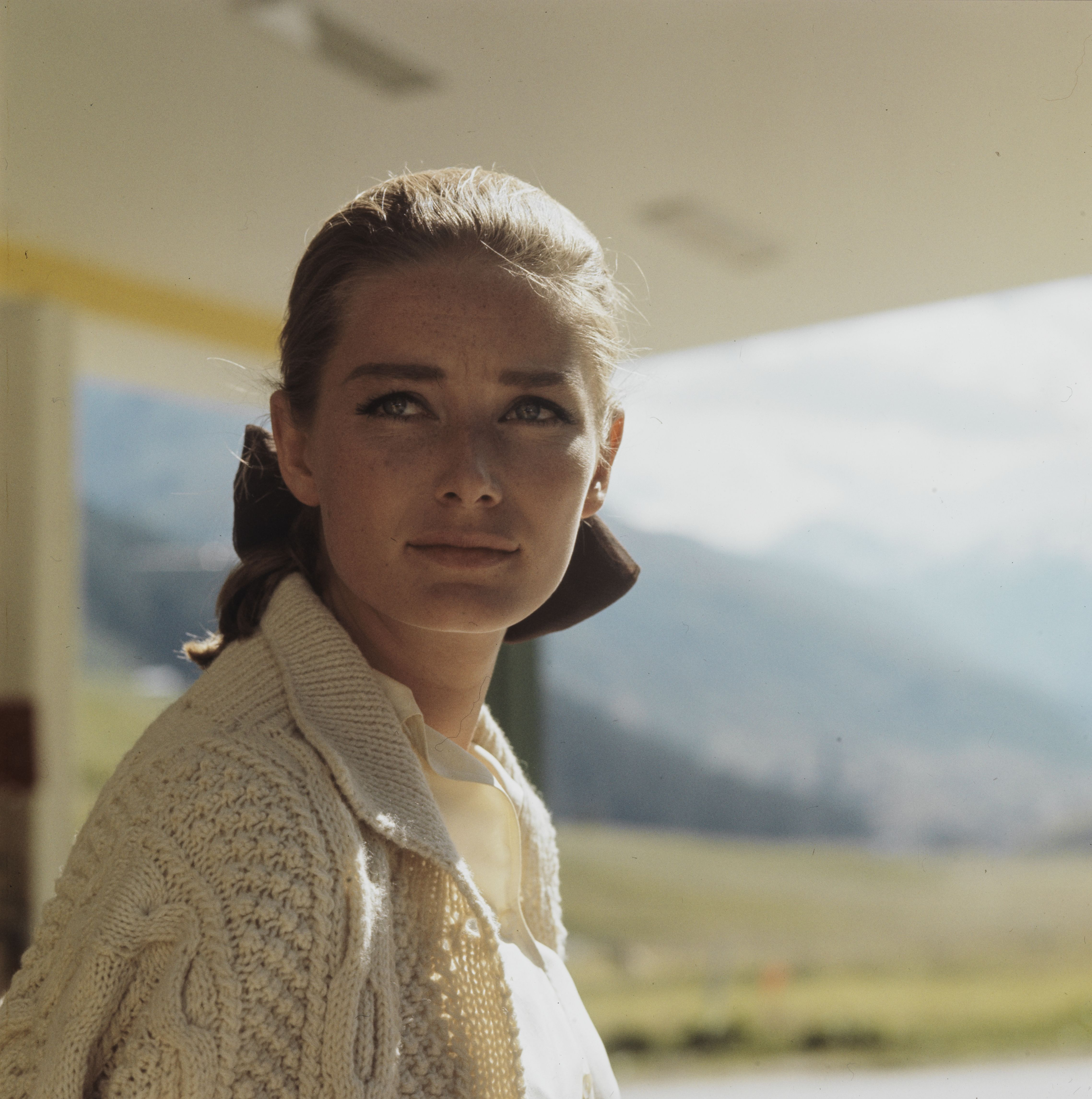
Tania Mallet während der Dreharbeiten von Goldfinger in Andermatt, Comet Photo, 1964

Tania Mallet (* 19. Mai 1941 in Blackpool, Lancashire, England; † 30. März 2019 in Margate, Kent) war ein britisches Fotomodell und Filmschauspielerin.

## Leben
Tania Mallets Eltern waren Olga, eine in Großbritannien geborene Russin, und Henry Mallet, ein englischer Autohändler; sie hatte mehrere Brüder.
Mallet, die bereits mit 16 Jahren in der Branche begann, wurde bald ein gefragtes Model der frühen 1960er Jahre. Auf dem Zenit ihrer Karriere verdiente sie wöchentlich 2000 Pfund Sterling (entspricht heute 56.000 Euro).
Im Alter von 23 Jahren wurde ihr 1964 ihre einzige Filmrolle angeboten: In Goldfinger, dem dritten James-Bond-Film, verkörperte sie als Tilly Masterson ein Bond-Girl. Bereits ein Jahr zuvor hätte Mallet in James Bond 007 – Liebesgrüße aus Moskau einen Part verkörpern sollen; die Rolle ging jedoch an Daniela Bianchi.
Nach ihrer Erfahrung bei Goldfinger widmete sie sich erneut der Arbeit als Model. In einem Interview von 2003 nannte sie das Filmen zwar eine spannende Erfahrung, doch erhielt sie im Vergleich zu ihrer Modeltätigkeit eine deutlich niedrigere Gage – bei Goldfinger verdiente sie anfangs 50 Pfund, später nach einem Einschreiten ihres Managements immerhin 150 Pfund pro Woche. Zudem habe sie die Restriktionen, die die Produktionsfirma ihr während der Dreharbeiten gemacht habe, nicht gemocht.
Die Schauspielerin Helen Mirren ist ihre Cousine väterlicherseits. Zuletzt lebte Mallet in zweiter Ehe mit ihrem Mann Simon Radcliffe in England; sie starb im März 2019 im Alter von 77 Jahren.

## Filmografie
- 1964: James Bond 007 – Goldfinger (Goldfinger)
- 1976: Mit Schirm, Charme und Melone (The Avengers; Fernsehserie, Folge The Midas Touch)